# ليكلاند (كاليفورنيا)
ليكلاند (بالإنجليزية: Lakeland Village CDP, California)‏ هي قرية تقع بولاية كاليفورنيا في الولايات المتحدة. تبلغ مساحتها 22.633 كم2، وترتفع عن سطح البحر 391 م، بلغ عدد سكانها 11,541 نسمة في عام 2010 حسب إحصاء مكتب تعداد الولايات المتحدة وتصل الكثافة السكانية فيها 509.9 نسمة لكل كيلومتر مربع (1,320.6/ميل2).

## التركيبة السكانية
حدّد مكتب تعداد الولايات المتحدة بيانات التركيبة السكانية لليكلاند في تعداد الولايات المتحدة. في ما يلي، التركيبة السكانية حسب تعدادي 2000 و2010.

### تعداد عام 2000
بلغ عدد سكان ليكلاند 5,626 نسمة بحسب تعداد عام 2000، وبلغ عدد الأسر 1,966 أسرة وعدد العائلات 1,338 عائلة مقيمة في القرية. في حين سجلت الكثافة السكانية 248.6 نسمة لكل كيلومتر مربع (643.9/ميل2). وبلغ عدد الوحدات السكنية 2,185 وحدة بمتوسط كثافة قدره 96.5 لكل كيلومتر مربع (249.9/ميل2).
وتوزع التركيب العرقي للقرية بنسبة 79.01% من البيض و1.78% من الأمريكيين الأفارقة و1.64% من الأمريكيين الأصليين و0.98% من الأمريكيين ذوي الأصول الآسيوية و0.09% من سكان جزر المحيط الهادئ و12.71% من الأعراق الأخرى و3.80% من عرقين مختلطين أو أكثر و30.98% من الهسبانيون أو اللاتينيون من أي عرق.
بلغ عدد الأسر 1,966 أسرة كانت نسبة 42.6% منها لديها أطفال تحت سن الثامنة عشر تعيش معهم، وبلغت نسبة الأزواج القاطنين مع بعضهم البعض 49.9% من أصل المجموع الكلي للأسر، ونسبة 11.8% من الأسر كان لديها معيلات من الإناث دون وجود شريك، بينما كانت نسبة 6.4% من الأسر لديها معيلون من الذكور دون وجود شريكة وكانت نسبة 31.9% من غير العائلات. تألفت نسبة 23.8% من أصل جميع الأسر من عدة أفراد يعيشون في نفس المنزل ونسبة 7.6% كانت تتألف من شخص يعيش بمفرده يبلغ من العمر 65 عاماً أو أكثر. وبلغ متوسط حجم الأسرة المعيشية 2.86، أما متوسط حجم العائلات فبلغ 3.42.
بلغ العمر الوسطي للسكان 32.7 عاماً. وكانت نسبة 30.9% من القاطنين تحت سن الثامنة عشر، وكانت نسبة 8.6% بين الثامنة عشر والرابعة والعشرين عاماً، ونسبة 31.4% كانت واقعةً في الفئة العمرية ما بين الخامسة والعشرين والرابعة والأربعين عاماً، ونسبة 20% كانت ما بين الخامسة والأربعين والرابعة والستين، ونسبة 9.1% كانت ضمن فئة الخامسة والستين عاماً فما فوق. يوجد لكل 100 أنثى 103.3 ذكر، ويوجد لكل 100 أنثى في الثامنة عشر من عمرها فما فوق 102.2 ذكر.
بلغ متوسط دخل الأسرة في القرية 34,136 دولارًا، أما متوسط دخل العائلة فبلغ 36,528 دولارًا. وكان متوسط دخل الذكور 31,634 دولارًا مقابل 26,356 دولارًا للإناث. وسجل دخل الفرد الخاص بالقرية 14,922 دولارًا. وكانت نسبة 14.3% من العائلات ونسبة 16.5% من السكان تحت خط الفقر، وكان من هؤلاء نسبة 20% تحت سن الثامنة عشر ونسبة 10.8% في الخامسة والستين من العمر وما فوق.

### تعداد عام 2010
بلغ عدد سكان ليكلاند 11,541 نسمة بحسب تعداد عام 2010، وبلغ عدد الأسر 3,538 أسرة وعدد العائلات 2,634 عائلة مقيمة في القرية. في حين سجلت الكثافة السكانية 509.9 نسمة لكل كيلومتر مربع (1,320.6/ميل2). وبلغ عدد الوحدات السكنية 3,967 وحدة بمتوسط كثافة قدره 175.3 لكل كيلومتر مربع (454.0/ميل2).
وتوزع التركيب العرقي للقرية بنسبة 67.27% من البيض و2.47% من الأمريكيين الأفارقة و1.14% من الأمريكيين الأصليين و1.46% من الأمريكيين ذوي الأصول الآسيوية و0.18% من سكان جزر المحيط الهادئ و22.31% من الأعراق الأخرى و5.17% من عرقين مختلطين أو أكثر و44.31% من الهسبانيون أو اللاتينيون من أي عرق.
بلغ عدد الأسر 3,538 أسرة كانت نسبة 43.7% منها لديها أطفال تحت سن الثامنة عشر تعيش معهم، وبلغت نسبة الأزواج القاطنين مع بعضهم البعض 51.3% من أصل المجموع الكلي للأسر، ونسبة 15.2% من الأسر كان لديها معيلات من الإناث دون وجود شريك، بينما كانت نسبة 7.9% من الأسر لديها معيلون من الذكور دون وجود شريكة وكانت نسبة 25.6% من غير العائلات. تألفت نسبة 17.6% من أصل جميع الأسر من عدة أفراد يعيشون في نفس المنزل ونسبة 5.1% كانت تتألف من شخص يعيش بمفرده يبلغ من العمر 65 عاماً أو أكثر. وبلغ متوسط حجم الأسرة المعيشية 3.22، أما متوسط حجم العائلات فبلغ 3.62.
بلغ العمر الوسطي للسكان 33.0 عاماً. وكانت نسبة 28.3% من القاطنين تحت سن الثامنة عشر، وكانت نسبة 10.5% بين الثامنة عشر والرابعة والعشرين عاماً، ونسبة 26.6% كانت واقعةً في الفئة العمرية ما بين الخامسة والعشرين والرابعة والأربعين عاماً، ونسبة 26.7% كانت ما بين الخامسة والأربعين والرابعة والستين، ونسبة 7.9% كانت ضمن فئة الخامسة والستين عاماً فما فوق. وتوزع التركيب الجنسي للسكان بنسبة 50.8% ذكور و49.2% إناث.